# قائمة مواقع طبيعية مميزة
قائمة مواقع طبيعية مميزة هي قائمة تحتوي على أسماء مواقع طبيعية ليست من صنع الأنسان لها ما يميزها.

## الوطن العربي
- صخرة الروشة في لبنان (بالإنجليزية: Pigeon Grotto)‏
- مغارة جعيتا في لبنان (بالإنجليزية: Jeita Grotto)‏
- جزيرة سقطرى في اليمن (بالإنجليزية: Antelope Canyon)‏

## أوروبا
- صخرة بريكستولن في النرويج (بالإنجليزية: Preikestolen Rock)‏
- أجراف موهر في إيرلندا (بالإنجليزية: Cliffs of Moher)‏
- ريو تينتو في إسبانيا (بالإنجليزية: Rio Tinto (river))‏

## آسيا
- غابة الأحجار في الصين (بالإنجليزية: Stone Forest)‏
- حديقة جوريم الوطنية في تركيا (بالإنجليزية: Goreme National Park)‏
- تلال الشوكولا في الفلبين (بالإنجليزية: Chocolate Hills)‏
- أبواب جهنم في تركمانستان (بالإنجليزية: Gates to Hell)‏

## أفريقيا
- بركان دالول في إثيوبيا (بالإنجليزية: Dallol Volcano)‏
- دوائر الجن في ناميبيا (بالإنجليزية: Fairy circles)‏

## أميركا الشمالية
- كانيون الظباء في الولايات المتحدة الأمريكية (بالإنجليزية: Antelope Canyon)‏

## أوقيانيا
- صحراء الذرى في أستراليا (بالإنجليزية: Pinnacles Desert)‏
- صخور موراكي في نيوزيلندا (بالإنجليزية: Moeraki Boulders)‏